# Пеперони
Пеперо́ни (англ. pepperoni, итал. peperoni) — острая разновидность салями итало-американского происхождения, приготовленная из вяленого мяса и приправленная паприкой или разновидностями перца чили, а также название пиццы американского происхождения.

## Изготовление
Делается из свинины, хотя встречаются американские разновидности, приготовленные из курицы, говядины и т. д. Представляет собой вяленую колбасу, схожую по остроте с салями южной Италии, такой как salsiccia Napoletana piccante, острой колбасы из Неаполя или Сопрессата из Калабрии. Основное отличие состоит в том, что пеперони имеет более мелкое зерно (как салями без специй из Милана), мягче и обычно производится с использованием искусственной оболочки. Имеет характерный дымчатый аромат и ярко-красный цвет. Тонко нарезанные пеперони — одна из самых популярных начинок для пиццы в американских пиццериях, откуда по аналогии и пошло название самой пиццы.

## Этимология
Термин пеперони (peperoni) — это заимствование, множественноe число от итальянского слова peperone, которое означает болгарский перец. В то же время в континентальной Европе пеперони — это и есть слово, обозначающее различные виды стручкового (болгарского) перца, в том числе паприки и маленьких острых, часто маринованных, перцев, известных как «паприка, острый красный перец» (итал. peperoncino) или «сладкий пикантный перец» (итал. peperone piccante) в Италии. В США — это pepperoncini или банановые перцы. В итало-американской кухне это слово стало обозначать острую колбасу. Первое упоминание слова пеперони для обозначения колбасы относится к 1919 году. Чтобы заказать американскую версию пеперони в Италии, нужно просить salame piccante или salamino piccante (острое салями, распространённое в Калабрии). Итальянское название пиццы с пеперони — это pizza alla diavola (с острой колбасой).

## Употребление
Обычно пеперони готовят из свинины или из смеси свинины и говядины. Мясо индейки также может быть использовано в качестве заменителя, но использование мяса птицы в пеперони должно быть соответствующим образом маркировано в Соединенных Штатах. Обработка нитратами или нитритами (обычно используемыми в современных отвердителях для защиты от ботулизма и других форм микробиологического разложения) также способствует красноватому цвету пеперони, вступая в реакцию с гемом в миоглобине белковых компонентов мяса.
Согласно маркетинговым исследованиям американцы потребляют 251,7 миллиона фунтов пеперони в год, что составляет 36% всей пиццы, производимой в стране. Пеперони также используется в качестве начинки для рулета с пеперони, популярной региональной закуски в Западной Вирджинии и соседних областях. В канадской провинции Новая Шотландия пеперони, обжаренные во фритюре и подаваемые отдельно (обычно с медово-горчичным соусом), являются традиционным блюдом в местных пабах.